# Ossala
Ossala – wieś w Polsce położona w województwie świętokrzyskim, w powiecie staszowskim, w gminie Osiek, w sołectwie Ossala.
W latach 1975–1998 miejscowość administracyjnie należała do województwa tarnobrzeskiego. Niewielka część Ossali leży przy drodze krajowej nr 79. Przez wieś biegnie droga powiatowa nr 42342 (0814T – Ossala – Ossala-Lesisko); oraz trzy drogi gminne nr 4233011 (002660T – Ossala – Strużki); nr 4233012 (002661T – Ossala – Ossala-Lesisko – Torfy); nr 4233014 (002663T – Niekrasów – Ossala). Poza tym dwie źle zewidencjonowane drogi gminne (Ossala – Niekrasów – Dąbrowa; Ossala – Trzcianka-Kolonia), w tym inne drogi gminne niezewidencjonowane.
W Ossali mieści się szkoła podstawowa i Ochotnicza Straż Pożarna.
Przez wieś przechodzi  zielony szlak turystyczny z Chańczy do Pielaszowa. Jak również żółty  szlak rowerowy, w tym też pielgrzymkowy Szlak architektury drewnianej „Miejsca Mocy” prowadzący ze Strzegomia do Beszowej.

## Zabytki oraz interesujące miejsca
- Izba Pamięci o Adamie Bieniu – członku Polskiego Państwa Podziemnego, prawniku, działaczu ruchu ludowego, sądzonego w procesie szesnastu na Łubiance)
- Dom Pracy Twórczej Józefy i Adama Kwiatkowskich (malarki i poetki) – położony w Osadzie Młyńskiej, w dolinie nad rzeką Strzegomką, przy prastarym „szlaku królewskim Sandomierz–Kraków”, na odcinku Niekrasów Poduchowny (w tym sioło Za Górą) – Ossala Dworska – Strużki. W odległości około 200 m na południe od kościoła parafialnego w Niekrasowie; nie mylić ze „szlakiem grodowym (Osiek-Połaniec)”, na odcinku Tursko Wielkie – Ossala – Kolonia – Niekrasów; łatwo odróżnić, gdyż szlak królewski został obsadzony jesionami stąd zwany często „szlakiem jesionowym”, których pozostałości nadal rosną na tym szlaku. Nadto trakt królewski prowadził też z Rytwian przez Strzegom do Sworonia (ponieważ tam była przeprawa przez Wisłę), zwany był „aleją akacjową” (tylko ten fragment do kościoła w Niekrasowie – na górze, a nie jak przebiega ta droga obecnie)

## Nazewnictwo wsi na przestrzeni wieków
Epoka założenia wsi jest dziś trudna do rozjaśnienia, bo osłania ją pomroka czasów minionych a nieopisanych. Długosz kronikarz, w XIV wieku naszej ery chrześcijańskiej żyjący, czyni wzmiankę o wsi Osalija, a na ile i więcej w starożytności było miejsc tego przydomku, a tylko jedno z nich właśnie wedle zdania uczonych na miano teraźniejszej Ossali przypada: – dziś trudno powiedzieć! Zdaniem innych kronikarzy naszych nazwy te ewaluowały na przestrzeni kilku wieków, niebędące trwałymi aż po czasy nam współczesne, gdyż jeszcze 2002 roku dokonano zmiany w pisowni z Osala na Ossala z podwójnym ‘ss’, a która to nazwa była w ogólnym obiegu pomimo urzędowego innego nazewnictwa czasów postkomuny. Aczkolwiek ta piśmienna mądrość ludowa zachowała wypracowaną w XIX wieku jeszcze z czasów zaborowej polski pisownię z podwójnym ‘s’; nie ulegając zmianom lat 20. dwudziestolecia międzywojennego i polski PRL-owskiej.
Najmniejszego śladu określić nie można, kiedy utworzyło się w rodowej mowie niedokładne i zupełnie niestosowne nazewnictwo: Osala? Zostawiając wyjaśnienie tego zagadnienia szczęśliwszym badaniom, przystąpmy do okazania, w którym czasie zjawiła się łacińska nazwa: Ossalia, a następnie już całkowicie polska Ossala.
– Czasy Długosza są częstokroć krytykowane i sam Długosz, za fałszowanie faktów i przeistaczanie ich na potrzeby ówczesnego kościoła, głównie jego polityki fiskalizacji podatków należnych od ludu sługom boga, w tym przede wszystkim od prostych chłopów, mieszczan i panów szlacheckiego niższego pochodzenia do stanu duchownego należnych. Jego zapis ma bardziej na celu określenie tego, co można by opodatkować podatkiem naliczonym na kościół niż realnym zainteresowaniem ówczesnym tej wsi i jej podobnym znaczeniem; dlatego często wyolbrzymiano to, co można by obłożyć dodatkowym obciążeniem fiskalnym od tego w jakim realnie było stanie i czy w ogóle istniało. Czasy współczesne przyniosły nam standaryzację nazewnictwa własnego, nie można zapisywać takich nazw dobrowolnie, według własnego widzimisię, dziś w dobie cyfryzacji wszystkiego takie nazwy mają własne indywidualne i niepowtarzalne numery SIMC, wynikłe z podziału krajowego TERYT. Każdy taki numer posiada indywidualną nazwę własną określoną formalnie i określającą jej nazwę własną. Mają również Ossala, dodatkowo określono współcześnie, że jest to wieś bez części integralnych, niestety z dużą stratą dla takowych!

## Historia
Pierwsza wzmianka o Ossali pochodzi z czasów Joannisa Długosza, wtedy to według jego Liber Beneficiorum... (1470–1480) leżała ona w parafii Niekrasów. Dziedzicem wsi był Piotr Kołaczkowski herbu Janina. Było tu tylko 8 łanów kmiecych, dających dziesięcinę wartości do 6 grzywien wiceprepozyturze sandomierskiej. Wieś nie posiadała ani folwarku rycerskiego/szlacheckiego (tzw. curia militaris), czy też młyna jak i karczmy... W dokumentach zyskała obecną pisownię dopiero w roku 1851 i zapisywana jest tak, jak ma to miejsce obecnie (mianowicie przez podwójne „ss”). Mimo licznych przeobrażeń językowych zachowała swoją oryginalną, unikatową i niepowtarzalną nazwę, a jej wcześniejsze odpowiedniki to m.in.: Osala, Osale, Ossola, Ossale, Os sala, Os sola, Os sole, Oszala, Oszola, Oszalya i Osolya.

Ecclesiae Collegiatarum. Sandomiriensis. (...) Vicepraepositura.
Ossala, villa sub parochial de Niekrasów. (...) alias Oszalya (Ossala) villa...
OSZALYA, villa sub parochia ecclesiae de Nyekrasszow sita, cuius haeres Petrus К о l у а с z к о w s к y de armis J a n i n a, in qua sunt octo lanei cmethonales, de quibus omnibus solvitur decima manipularis et per duas ierugas canapalis vicepraeposito et per cmethones ducitur in horreum a vicepraeposito locandum, et valor eius aestimatur ad sex marcas; item non est ibi curia militaris aliqua, neque taberna, neque hortulania, neque molendinum,.

Joannis Długosz, Liber beneficiorum dioecesis Cracoviensis, tomus I.

Według regestru poborowego z 1508 roku Ossala wraz z wsiami: Niekrasów, Tursko i Trzcianka należy do Pawła Kołaczkowskiego, który płacił 22 gr. poboru.

4. Palatinatus Sandomiriensis. a. Districtus Sandomiriensis 1508 a.
Thursko, Thrczanka, Nyekrassow, Ossola, n. Paulus Kolaczowsky gr 22,.

Adolf Pawiński, Małopolska, t. IV.

Z kolei według regestru poborowego z 1578 roku te wsie i trzy inne (cała parafia Niekrasów) jest Jana Turskiego i Krzysztofa, Andrzeja i Sebastyana Turskich. Jan ma w Ossali ¾ łanu, 3 osadników (kmieci), na czynszu 1 ogrodziarza (czyli zagrodnika z rolą), 1 komornika (w domyśle z bydłem), 1 ubogiego (biedaka, czyli komornika bez bydła), a trzej inni w sumie 4 osadników, 1¼ łanu, 4 ogrodziarzy na czynszu, 1 komornika, 1 rzemieślnika, 1 rybaka oraz 3 ubogich.

II. Palatinatus Sandomiriensis. 1. Districtus Sandomiriensis an. 1578. Par. Niekraszow.
Oszala (Osala), gen. Joannis Turski, col. 3 in lan. ¾, hort. c. a. 1, inq. paup. 1;
Eorundem Turskich, col 4 in lan. 1¼, hort. c. argo 4, inq. 1, paup. 3, art. 1, pistor 1,.

Adolf Pawiński, Małopolska, t. III.

Istniał tu jeszcze w roku 1641 zbór kalwiński Jednoty małopolskiej. Wieś należała wówczas do Dębickich, a przedtem do Turskich, którzy założyli zbór w pobliskim Niekrasowie. Zachował się oryginalny opis tego zboru z 1853 roku w książce pt. Dzieje kościołów wyznania helweckiego w dawnéj Małéj Polsce przez Józefa Łukaszewicza spisane. Jako ciekawostkę warto wiedzieć, iż w owych czasach, aż w trzech miejscowościach ówczesnej gminy Tursko byli kalwini m.in. Niekrasowie, Tursku Wielkim i Ossali (a nie było ich ani w Osieku, Połańcu czy Staszowie); mieli swoje zbory nadto w Baranowie Sandomierskim, Mielcu, Koprzywnicy, Łoniowie, Pacanowie, Rakowie, Rytwianach czy Sielcu.

Rozdział VI. Kościoły wyznania helweckiego w Małéj Polsce porządkiem alfabetycznym.
(...)  CXLI. Osale.
Jest jakieś miejsce zwane Osale w dawnej Małéjpolsce, w którém się zbór kalwiński znajdował, albowiem pomiędzy uchwałami synodu chmielnickiego, złożonego dnia 30 Sierpnia 1641. czytam i tę: „W niebytności IMCi Pana Marcina Dębickiego namowa, ze strony opatrzenia zboru osalkiego ministrem, seniorów utriusque ordinis dystryktu sandomirskiego odłożona jest pod synod blisko da Pan Bóg przyszły prowincyalny do Bełżyc. Interim IMPan Mikołaj Dębicki przestrzedz ma sine omni longiore mora IM. Rodzonego swego IMPana Marcina, żeby in hac materia niemieszkanie pisał do pomienionych starszych, explikując lucide żądość swoję.” Z tych wyrazów uchwały synodowéj domyślać się można, że Osale (albo Osala, wieś czy téż miasteczko), należała do familii kalwińskiéj Dębickich i leży w Sandomirskiém. Jak zaś długo zbór osalski istnął, kiedy upadł i kto go założył, nie mógłem się znikąd dowiedzieć.

Józef Łukaszewicz, Dzieje kościołów wyznania helweckiego w dawnéj Małéj Polsce.

Wieś wymieniana w Słowniku geograficznym Królestwa Polskiego i innych krajów słowiańskich w dwóch tomach, pod koniec XIX wieku i na początku XX wieku.

OSSALA, w dokumentach Oszalya i Osolya, wieś i folwark, powiat sandomierski, gmina Tursko, parafia Niekrasów, odległość od Sandomierza 34 wiorsty, ma szkołę początkową, 67 domów, 541 mieszkańców. W 1827 roku było tu 43 domy, 401 mieszkańców. Według Liber Beneficiorum Długosza (I, 312) Ossala leżała w parafii Niekrasów. Dziedzicem był Piotr Kołaczkowski herbu Janina. Było tu tylko 8 łanów kmiecych, dających dziesięcinę wartości do 6 grzywien wiceprepozyturze sandomierskiej. Według regestru poborowego z 1508 roku Ossala wraz z wsiami: Niekrasów, Tursko i Trzcianka należy do Pawła Kołaczkowskiego, który płacił 22 gr. poboru. Według Regestru poborowych z 1578 roku te wsie i trzy inne (cała parafia Niekrasów) jest Jana Turskiego i Krzysztofa, Andrzeja i Sebastyana Turskich. Jan ma w Ossali ¾ łana, 3 osadników, 1 ogrodziarza, 1 komornika, 1 ubogiego, a trzej inni 4 osadników, 1¼ łana, 4 ogrodziarzy, 1 komornika, 1 rzemieślnika, 1 rybaka, 3 ubogich (Pawiński, Małopolska, III i IV, 169 i 458). Dobra Ossala uległy w 1874 roku rozdziałowi, po którym w uszczuplonym obszarze pozostał folwark Ossala z wsiami Ossala, Nakol, Niekrasów, Trzcianna Gór na i Trzcianna Dolna, rozległość dominialna mórg 700: gruntów ornych i ogrodów mórg 242, łąk mórg 66, pastwisk mórg 64, lasu mórg 317, nieużytków mórg 31; budynków murowanych 4, z drzewa 17; płodozmian 5- i 6-polowy; las nieurządzony; młyn wodny, pokłady torfu. Wsie: Ossala osad 62, z gruntem mórg 598; Nakol osad 18, z gruntem mórg 110; Niekrasów osad 26, z gruntem mórg 279; Trzcianna Górna osad 26, z gruntem mórg 276; Trzcianna Dolna osad 11, z gruntem mórg 101.

Słownik geograficzny Królestwa Polskiego i innych krajów słowiańskich, t. VII.

OSSALA, wieś, powiat sandomierski. Istniał tu jeszcze roku 1641 zbór kalwiński. Wieś należała do Dębickich, a przedtem do Turskich, którzy założyli zbór w Niekrasowie.

Słownik geograficzny Królestwa Polskiego i innych krajów słowiańskich, t. XV, cz. II.

Na podstawie ww. informacji z 1886 roku – Ossala, to wieś i folwark, w ówczesnym powiecie sandomierskim, w ówczesnej gminie Tursko i w parafii Niekrasów. Leży w odległości 34 wiorst od Sandomierza, ma szkołę początkową, 67 domów, 541 mieszkańców. W 1827 roku było tu 43 domy, 401 mieszkańców.
W 1827 roku Trzcianka Folwarczna zostaje oddzielona od dóbr Ossala. Jej ogólna rozległość to 643 mórg: w tym 315 mórg gruntów ornych i ogrodów, 138 mórg łąk, 16 mórg pastwisk, 7 mórg wody, 150 mórg lasu i 17 mórg nieużytków; jak i 15 budynków drewnianych, las nieurządzony oraz młyn. Drogą sprzedaży, oddzielono po 1874 roku, z obszaru tego folwarku 86 mórg.
Jak już wspomniano wyżej dobra Ossala uległy w 1874 roku rozdziałowi, po którym w uszczuplonym obszarze pozostał folwark Ossala z wsiami: Ossala, Nakol, Niekrasów, Trzcianna Górna i Trzcianna Dolna (nie mylić z Trzcianna Folwarczną), rozległość dominialna 700 mórg: gruntów ornych i ogrodów 242 mórg, 66 mórg łąk, 64 mórg pastwisk, 317 mórg lasu, 31 mórg nieużytków; budynków murowanych 4, z drzewa 17; płodozmian 5- i 6-polowy; las nieurządzony; młyn wodny, pokłady torfu. Podział tej rozległości dominialnej na wsie: Ossala z 62 osadami mieszkalnymi, z gruntem 598 mórg; Nakol z 18 osadami mieszkalnymi, z gruntem 110 mórg; Niekrasów z 26 osadami mieszkalnymi, z gruntem 279 mórg; Trzcianna Górna z 26 osadami mieszkalnymi, z gruntem 276 mórg; Trzcianna Dolna z 11 osadami mieszkalnymi, z gruntem 101 mórg.
W 1886 roku ówczesna parafia Niekrasów należała do ówczesnego dekanatu sandomierskiego (ale dawniej jeszcze do dekanatu staszowskiego) i liczyła wówczas 2230 dusz.
Ossala w 1867 roku wchodziła w skład gminy Tursko, z urzędem gminy w Strużkach. Sądem okręgowym dla gminy był IV Sąd Okręgowy w Staszowie (tam też była stacja pocztowa). Gmina miała 8781 mórg rozległości ogółem (w tym 5083 mórg włościańskich) i 4613 mieszkańców (w tym 1,4 proc. pochodzenia żydowskiego, tj. 63 żydów). W skład gminy wchodziły jeszcze: Antoszówka, Dąbrowa, Luszyca, Matyaszów, Nakol, Niekrasów, Niekurza, Okrągła, Pióry, Rudniki, Szwagrów, Strużki, Sworoń, Trzcianka, Tursko Małe, Tursko Wielkie, Tursko Wola, Zaduska Kępa i Zawada.
Urodził się tutaj i mieszkał Adam Bień.

## Demografia
Współczesna struktura demograficzna wioski Ossala na podstawie danych z lat 1995–2009 według roczników GUS-u, z prezentacją danych z 2002 roku:

| WYSZCZEGÓLNIENIE | WYSZCZEGÓLNIENIE | WYSZCZEGÓLNIENIE | WYSZCZEGÓLNIENIE | WYSZCZEGÓLNIENIE | J. m.       | POPULACJA MIESZKAŃCÓW (w przedziałach wiekowych w 2002 roku) | POPULACJA MIESZKAŃCÓW (w przedziałach wiekowych w 2002 roku) | POPULACJA MIESZKAŃCÓW (w przedziałach wiekowych w 2002 roku) | POPULACJA MIESZKAŃCÓW (w przedziałach wiekowych w 2002 roku) | POPULACJA MIESZKAŃCÓW (w przedziałach wiekowych w 2002 roku) | POPULACJA MIESZKAŃCÓW (w przedziałach wiekowych w 2002 roku) | POPULACJA MIESZKAŃCÓW (w przedziałach wiekowych w 2002 roku) | POPULACJA MIESZKAŃCÓW (w przedziałach wiekowych w 2002 roku) | POPULACJA MIESZKAŃCÓW (w przedziałach wiekowych w 2002 roku) | POPULACJA MIESZKAŃCÓW (w przedziałach wiekowych w 2002 roku) |
| WYSZCZEGÓLNIENIE | WYSZCZEGÓLNIENIE | WYSZCZEGÓLNIENIE | WYSZCZEGÓLNIENIE | WYSZCZEGÓLNIENIE | J. m.       | OGÓŁEM                                                       | 0-9                                                          | 10-19                                                        | 20-29                                                        | 30-39                                                        | 40-49                                                        | 50-59                                                        | 60-69                                                        | 70-79                                                        | 80 +                                                         |
| ---------------- | ---------------- | ---------------- | ---------------- | ---------------- | ----------- | ------------------------------------------------------------ | ------------------------------------------------------------ | ------------------------------------------------------------ | ------------------------------------------------------------ | ------------------------------------------------------------ | ------------------------------------------------------------ | ------------------------------------------------------------ | ------------------------------------------------------------ | ------------------------------------------------------------ | ------------------------------------------------------------ |
| I.               | OGÓŁEM           | OGÓŁEM           | OGÓŁEM           | OGÓŁEM           | os.         | 454                                                          | 69                                                           | 64                                                           | 87                                                           | 54                                                           | 54                                                           | 56                                                           | 28                                                           | 28                                                           | 14                                                           |
| I.               | –                | odsetek          | odsetek          | odsetek          | %           | 100                                                          | 15,2                                                         | 14,1                                                         | 19,1                                                         | 11,9                                                         | 11,9                                                         | 12,3                                                         | 6,2                                                          | 6,2                                                          | 3,1                                                          |
| I.               | 1.               | WEDŁUG PŁCI      | WEDŁUG PŁCI      | WEDŁUG PŁCI      | WEDŁUG PŁCI | WEDŁUG PŁCI                                                  | WEDŁUG PŁCI                                                  | WEDŁUG PŁCI                                                  | WEDŁUG PŁCI                                                  | WEDŁUG PŁCI                                                  | WEDŁUG PŁCI                                                  | WEDŁUG PŁCI                                                  | WEDŁUG PŁCI                                                  | WEDŁUG PŁCI                                                  | WEDŁUG PŁCI                                                  |
| I.               | 1.               | A.               | Mężczyzn         | Mężczyzn         | os.         | 229                                                          | 36                                                           | 35                                                           | 46                                                           | 27                                                           | 31                                                           | 29                                                           | 11                                                           | 8                                                            | 6                                                            |
| I.               | 1.               | A.               | –                | odsetek          | %           | 50,4                                                         | 7,9                                                          | 7,7                                                          | 10,1                                                         | 6                                                            | 6,8                                                          | 6,4                                                          | 2,4                                                          | 1,8                                                          | 1,3                                                          |
| I.               | 1.               | B.               | Kobiet           | Kobiet           | os.         | 225                                                          | 33                                                           | 29                                                           | 41                                                           | 27                                                           | 23                                                           | 27                                                           | 17                                                           | 20                                                           | 8                                                            |
| I.               | 1.               | B.               | –                | odsetek          | %           | 49,6                                                         | 7,3                                                          | 6,4                                                          | 9                                                            | 5,9                                                          | 5,1                                                          | 5,9                                                          | 3,8                                                          | 4,4                                                          | 1,8                                                          |

Rysunek 1.1 Piramida populacji – struktura płci i wieku wioski
| I. | OGÓŁEM | OGÓŁEM  | OGÓŁEM            | OGÓŁEM            | OGÓŁEM            | os.     | 454     | 229     | 225     |         |         |         |         |         |         |         |         |         |         |         |
| I. | –      | odsetek | odsetek           | odsetek           | odsetek           | %       | 100     | 50,4    | 49,6    |         |         |         |         |         |         |         |         |         |         |         |
| I. | 1.     | W WIEKU | W WIEKU           | W WIEKU           | W WIEKU           | W WIEKU | W WIEKU | W WIEKU | W WIEKU | W WIEKU | W WIEKU | W WIEKU | W WIEKU | W WIEKU | W WIEKU | W WIEKU | W WIEKU | W WIEKU | W WIEKU | W WIEKU |
| I. | 1.     | A.      | Przedprodukcyjnym | Przedprodukcyjnym | Przedprodukcyjnym | os.     | 116     | 61      | 55      |         |         |         |         |         |         |         |         |         |         |         |
| I. | 1.     | A.      | –                 | odsetek           | odsetek           | %       | 25,6    | 13,4    | 12,2    |         |         |         |         |         |         |         |         |         |         |         |
| I. | 1.     | B.      | Produkcyjnym      | Produkcyjnym      | Produkcyjnym      | os.     | 271     | 146     | 125     |         |         |         |         |         |         |         |         |         |         |         |
| I. | 1.     | B.      | –                 | odsetek           | odsetek           | %       | 59,7    | 32,2    | 27,5    |         |         |         |         |         |         |         |         |         |         |         |
| I. | 1.     | B.      | a.                | mobilnym          | mobilnym          | os.     | 184     | 100     | 84      |         |         |         |         |         |         |         |         |         |         |         |
| I. | 1.     | B.      | a.                | –                 | odsetek           | %       | 40,5    | 22      | 18,5    |         |         |         |         |         |         |         |         |         |         |         |
| I. | 1.     | B.      | b.                | niemobilnym       | niemobilnym       | os.     | 87      | 46      | 41      |         |         |         |         |         |         |         |         |         |         |         |
| I. | 1.     | B.      | b.                | –                 | odsetek           | %       | 19,2    | 10,2    | 9       |         |         |         |         |         |         |         |         |         |         |         |
| I. | 1.     | C.      | Poprodukcyjnym    | Poprodukcyjnym    | Poprodukcyjnym    | os.     | 67      | 22      | 45      |         |         |         |         |         |         |         |         |         |         |         |
| I. | 1.     | C.      | –                 | odsetek           | odsetek           | %       | 14,7    | 4,8     | 9,9     |         |         |         |         |         |         |         |         |         |         |         |

## Geografia
W XIX-wiecznej Ossali umiejscowione były dwa małe jeziorka bez nazw – znane nam z oryginalnego opisu Ludwika Wolskiego z 1851 roku.

Jeziora w Królestwie Polskiém. (...) Jeziora Gubernii Radomskiéj. (...) Powiat Sandomierski.
Wszystkie jeziora powiatu tego leżą nad samą rzeką Wisłą lub w niewielkiéj od niéj odległości.
(...) W dobrach Ossala są dwa małe jeziorka bez nazwisk; obszerność ich morgów 2, głębokość około stóp 16. Są one położone w odległości kilkadziesiąt kroków jedno od drugiego, na płaszczyznie rozległéj, w gruntach twardych, urodzajnych. Kommunikacyi żadnéj z innemi wodami nie mają, i jedynie z deszczów lub roztopu śniegów woda w nich przybywa. Po większéj części zarosłe są trzciną. Woda w nich jest czysta, przezroczysta, smaku zwyczajnego. W ryby nie obfitują, oprócz małéj ilości okuni i płoci, przez co żadnego dochodu z rybołówstwa nie dają.
(...) Z wyliczenia takowego wypada, że w gubernii radomskiéj jest w ogóle jezior 59, rozległość ich włók 15, morgów 27; w tym: w powiecie sandomierskim jezior 31, rozległość ich włók 11, morgów 7. Wszystko to są jeziora mniejszéj wielkości; największe z nich Kozłowy dół ma obszerności morgów 70, po nim idzie Krzcińskie – morgów 50, daléj Słoniawa i Przewłockie po morgów 30; inne coraz mniejsze.

Ludwik Wolski, Biblioteka Warszawska. Pismo poświęcone naukom, sztukom i przemysłowi, t. I.

Wieś Ossala położona jest 8,5 km na północ, północny wschód od Połańca; 16,2 km na wschód, południowy wschód od Staszowa; 22,7 km na północ, północny zachód od Mielca i 24,6 km na zachód, południowy zachód od Tarnobrzega leżąc na wysokości 180,1 m n.p.m.

## Dawne części wsi – obiekty fizjograficzne
W latach 70. ubiegłego wieku przyporządkowano i opracowano spis lokalnych części integralnych dla Ossali zawarty w tabeli 1.3.

| Nazwa wsi – miasta        | Nazwy części wsi – miasta                                                                                        | Nazwy obiektów fizjograficznych – charakter obiektu |
| ------------------------- | --- | --- |
| I. Gromada TURSKO WIELKIE | | |
| 1. Ossala                 | 1. Goleń 2. Górki 3. Kałki 4. Lesisko Dolne 5. Lesisko Górne 6. Ossala Dworska 7. Pod Lasem 8. Wądoły 9. Wierzby | 1. Cyple – łąka, krzaki, pole 2. Donica – nieużytki, pole, las 3. Duże Kolonie – pole 4. Jarząbek – łąka, pole 5. Kałki – pole, las 6. Las Nakolski – las 7. Las Niekrasowski – las 8. Las Ossalski – las 9. Las Trzciański – las 10. Lesisko Dolne – pole 11. Lesisko Górne – pole 12. Małe Kolonijki – pole 13. Małoturskie Krzaki – las, nieużytki 14. Pasterniki – łąka 15. Pod Lasem – pole 16. Podłuże – pole 17. Przymiarki – pole 18. Stawiska – łąka 19. Torfiska – nieużytki, pole, pastwisko, moczary 20. Wądoły – pole, nieużytki, las |